# Ложниця-при-Жалцу
Ложниця-при-Жалцу (словен. Ložnica pri Žalcu) — поселення в общині Жалець, Савинський регіон, Словенія. 
Висота над рівнем моря: 257,9 м.